# Львівський академічний драматичний театр імені Лесі Українки
Льві́вський академічний драмати́чний теа́тр і́мені Ле́сі Украї́нки — міський театр у Львові, розташований в історичному центрі міста на вулиці Городоцькій, 36 та названий на честь відомої української поетеси та драматургині Лесі Українки.

## Загальні дані
Колишній військовий театр з контраверсійною історією. Нинішній колектив — молоді, амбітні та сміливі ми-тці/-сткині і театральні менеджер-и/-ки, котрі переконані, що в театрі є місце для кожного. Репертуар — вистави за класичними текстами та постановки сучасних п'єс. В просторі театру діє єдина в Україні Галерея сценографії під керівництвом Олега Онещака. Директорка художня-керівниця театру — Ольга Пужаковська. Головний режисер — Дмитро Захоженко.

## Історія будівлі

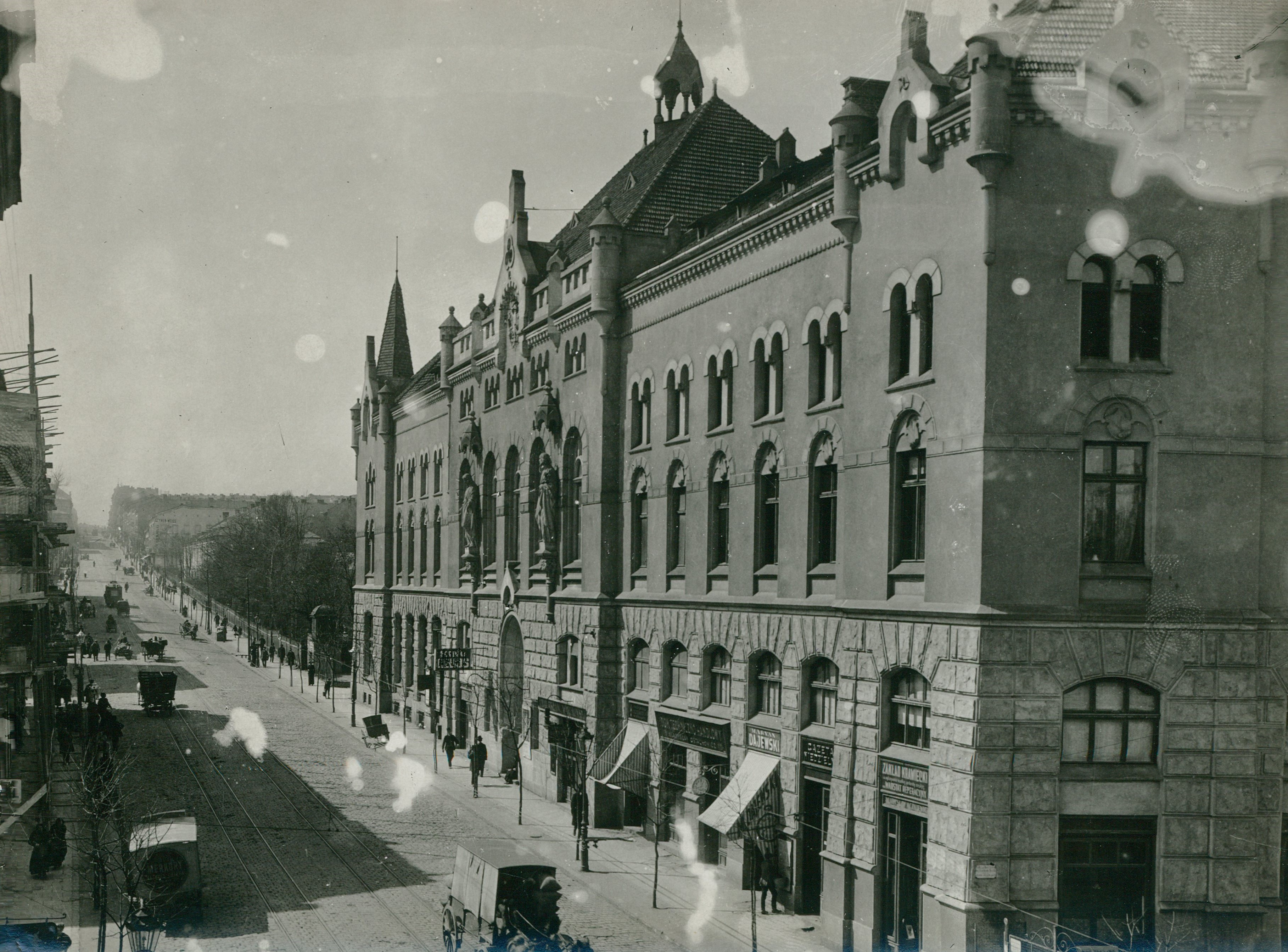
Театр «Перлина», 1915 рік

Будівля в стилі модернізованого середньовіччя із елементами готичної і романської архітектури (як визначав один із авторів проєкту) по вул. Городоцькій, 36 (колишня адреса: вул. Ґрудецька, 2b) має досить цікаву історію.
У XVIII столітті ділянка, яку згодом займатиме будинок, належала монахам-августинцям, а у XIX столітті костелу святої Анни. На початку XX століття архієпископ Юзеф Більчевський ініціює будівництво Католицького дому для Спілки католицьких товариств міста і доброчинних закладів із заздалегідь запланованим театральним залом. Кращим визнали спільний проєкт архітекторів Адама Опольського та Ігнатія Кендзерського. У грудні 1908 року розпочали будівництво.

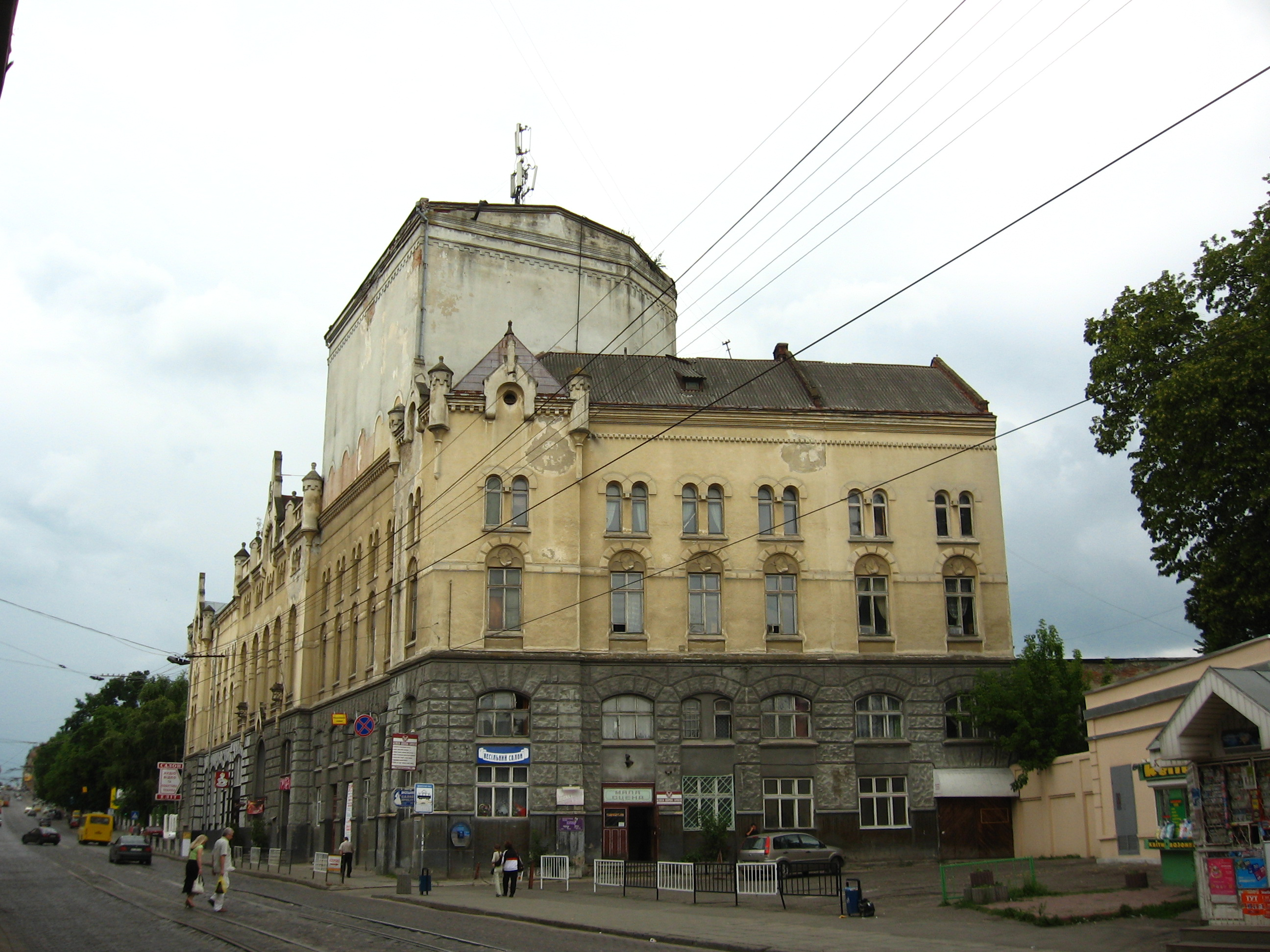
Театр у 2009 році

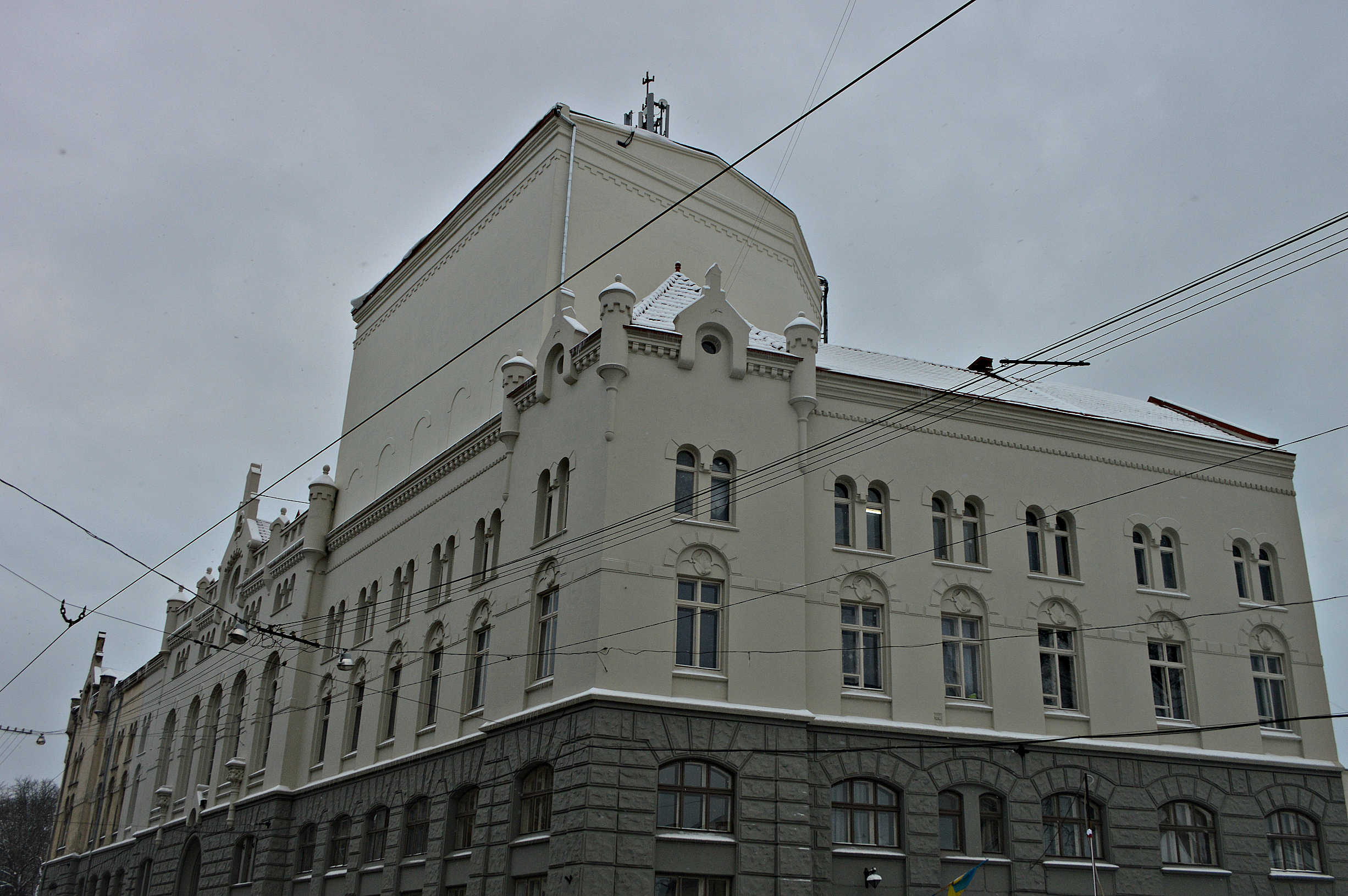
Будівля після часткового ремонту. 2021 рік

В процесі використовувалися найновіші на той час технології та матеріали. На першому поверсі був вестибюль і 12 просторих високих приміщень для крамниць зі складами. В крамницях продавали вино, виготовлене в монастирях, годинники, релігійну біжутерію. Театральна зала містила 420 крісел і до 200 місць для стояння. В партері розміщувалося 14 лож і амфітеатр на 80 місць. Фасад прикрашали скульптури Богородиці і Святого Йосифа — патрона робітників, роботи відомого митця Антона Попеля. До того ж, це були останні роботи автора. Куди вони зникли — невідомо.
Після Першої світової війни Великий зал Католицького дому орендував кінотеатр, котрий у різні часи мав назви: «Ілюзіон» (1911), «Стелла-Маре» (1911), «Геліос» (1911—1912), «Перлина» (1912—1916), «Народний кінотеатр Червоного Хреста» (1916—1918), «Світанок» та кіноклуб «Авангард» (1932—1944). У 1918—1932 роках кінотеатр не працював, тут діяв Малий міський театр. Також тут містився Малий театр комедії (на відміну від оперного — Великого театру) та функціонував ресторан Юзефа Косіва.
У 1944—1948 роках працював кінотеатр «Москва».
У 1948—1954 роках в приміщенні містився театр оперети — Львівський театр музичної комедії.
1954 року його перевели до Одеси, натомість сюди з Одеси переїхав Російський драматичний театр Радянської армії, заснований 1931 року. Згодом його реорганізували в театр Прикарпатського військового округу, потім це був театр Західного оперативного командування, нещодавно його передали у власність міста, а нині знаний як Львівський академічний драматичний театр імені Лесі Українки.

## Історія трупи
Заснований 1931 року в Києві під назвою Театр Київського військового округу. Спочатку це була аматорська трупа, яка згодом наповнилась професійними артист-ами/-ками.
У 1933 році Театр Київського військового округу отримав постійне приміщення на вул. Мерінгівській № 8 (будинок Гейманового Театру) де працював до 1941 року. Свої театральні сезони на «Мерінгівській», театр відкрив 29 грудня 1933 року постановкою «Міжбур'я» за п'єсою Д. Курдіна.
Перший художній керівник і режисер театру — Юхим Лішанський, працював з 1931 по 1941 роки. Його наступником став Бенедикт Норд з 1941 до 1947 року.
У залежності від перейменування округу, театр носив різні назви: Всеукраїнський Театр Червоної Армії (ВТКА), Театр Українського воєнного округу (УВО), Театр Київського особливого військового округу (КОВО).
З початку військових дій 1941—1944 років, театр показував спектаклі на фронті — відтак, назви змінювались відповідно до того, на якому фронті перебував театр. До складу трупи входили А. Аркадьєв (згодом народний артист СРСР), Д. Голубинський (народний артист УРСР), Т. Інсарова, Г. Полежаєв (народний артист УРСР), С. Карпенко, Ю. Гаврильченко та інші.
У 1944—1953 роках театр працював в Одесі, як Театр Одеського військового округу (ОдВО, або Російський драматичний театр Радянської армії).
Напередодні і з нагоди 300-ліття Переяславської Ради 1953 року за рішенням уряду УРСР був переміщений у повному складі до Львова.
1954 року театр вперше виступив у Львові, уже як Драматичний театр Прикарпатського військового округу. Трупа почала працювати у приміщення колишнього Католицького дому, що на вул. Городоцькій, 36.
В складі були народні артист-и/-ки УРСР Зінаїда Дехтярьова, Віктор Щербаков, Анатолій Кравчук, Жанна Тугай, Борис Чинкін. Ці люди були видатними театральними майстр-ами/-инями і справжніми зірками свого часу. Вони збирали повні зали глядачів, були улюбленцями публіки і об'єктами для заздрощів колег з інших театрів.
Репертуар складався переважно з соцреалістичних п'єс про радянських героїв. Він був покликаний інспірувати радянських людей на будівництво комунізму, тому щедро фінансувався з коштів Міністерства оборони. Відтак, в трупі були найталановитіші артист-и/-ки, а в буфеті — червона ікра. До речі, в 1970-х роках у Львові її більше ніде не було.
З 1967 року головний режисер театру — заслужений діяч мистецтв УРСР Анатолій Ротенштейн.
Занепад і розпад Радянського Союзу дзеркально відобразився на історії театру. Після проголошення Незалежності України театр змінив назву, зберігаючи приналежність до армії тепер вже нової незалежної держави.
Він був першим армійським театром, який змінив мову вистав на українську. Спочатку це був театр Прикарпатського військового округу, потім — театр Західного оперативного командування.
У той час театр відзначається двома гучними постановками. У 1993 році — «Інтелігент, або Сповідь колишнього зека» за повістю І. Мотринця (режисер-постановник — народний артист України Анатолій Кравчук) та у 1994 році — «Адвокат Мартіан» за п'єсою Лесі Українки (режисер-постановник — народний артист України Анатолій Кравчук). Саме ця вистава стає візитівкою театру. У 1995 році театр перейменують у Драматичний театр Західного оперативного командування.
Невдовзі військові вирішили, що утримувати театр недоцільно та збитково і закрили його. Працівники оголошували численні страйки та голодування, аби врятувати театр, але 2007 року Драматичний театр Західного оперативного командування припинив свою діяльність. Історія військового театру офіційно завершилась. На його базі у 2008 році створено Муніципальний театр в підпорядкуванні Львівської міської ради. У 2011 році Муніципальний перейменовано на Львівський драматичний театр імені Лесі Українки.
В цей період театр очолюють: директор — Микола Лисюк та художня керівниця — заслужена артистка України, акторка, режисерка — Людмила Колосович.
У 2011 році театр започаткував та провів Всеукраїнський театральний фестиваль «Ні, я жива, я буду вічно жити!», присвячений 140-річчю від дня народження Лесі Українки та 100-літтю виходу у світ драми-феєрії «Лісова пісня».
Тут працюють досвідчені актор-и/-ки: народна артистка України Жанна Тугай, заслужена артистка України Валентина Купріянова, Тарас Кіцинюк, Анастасія Непомняща, Тетяна Фролова та молоде покоління: Галина Риба, Василь Баліцький, Марія Дзвонік (Городечна), Інна Лиховид, Валерія Новак, Оксана Цимбаліст, Сергій Литвиненко, Володимир Пантєлєєв, Рита Гуркач, Наталія Липко (Довгалюк), Іван Довгалюк та інші. Вони творять у тандемі з художницями Оксаною Радкевич і Наталією Руденко-Краєвською та балетмейстерками Наталією Каспшишак і Нінеллю Збєрею.
У березні 2014 року Львівська міська рада призначила директором театру режисера та композитора Олексія Коломійцева. Він не відзначився здобутками чи досягненнями в управлінні театром, натомість здійснив ряд музичних постановок: мюзикл «Divka», живе кіно «Вівісекція», опера «Антиформалістичний райок», рок-опера «Ірод». В червні 2015 року, актори та працівники театру висловили недовіру цьому керівнику. В цей же час закінчився контракт Олексія Коломійцева. Він провів конкурс на посаду художнього-керівника за підсумками якого, зайняв цю посаду. Оскільки конкурс відбувся з порушенням закону, ЛМР звільнила Олексія Коломійцева з посади і, в серпні 2015 року, призначили в.о. директора театру Миколу Павліва, який раніше очолював відділ регулювання орендних відносин управління комунальної власності ЛМР. Микола Павлів призначив в.о. художнього керівника львівського режисера Євгена Худзика, котрий працював на цій посаді менше року. Микола Павлів розпочав процес підготовки проектно-кошторисної документації для ремонту дахів та фасадів театру. У вересні 2016 року, за результатами конкурсу посаду художнього керівника зайняв драматург Павло Ар'є, який невдовзі залишив її. За час перебування на посаді, Павло Ар'є здійснив постановку «Том на фермі», започаткував Фестиваль театрів та, спільно з Миколою Павлівим, доклав зусиль, щоб театр отримав статус «академічного» у 2017 році.
З 2017 року і до сьогодні театр очолює наймолодша в Україні директорка-художня керівниця академічного театру Ольга Пужаковська — менеджерка культури та громадська активістка. Разом з нею у штаті театру починає працювати команда «Драма.UA» — група незалежних театральних менеджерок. Програма директорки втілюється в нових постановках сучасних українських п'єс, у практикуванні експериментальних форм: перформансів, сценічних читань, імерсивних, постдраматичних вистав у співпраці з молодими українськими режисер-ами/-ками та драматург-ами/инями. Кількість глядачів за сезон 2017/2018 зростає майже вдвічі. Відбувається реорганізація адміністративної частини колективу та розпочинаються ремонтні роботи фасаду, камерної сцени, внутрішнього дворика та системи опалення за підтримки міста.
Посаду головної режисерки у 2017—2019 роках займала Олена Апчел. Вона приїхала з Харкова. Здійснила 2 постановки: виставу для сімейного перегляду «Різдвяна історія» за Ч. Діккенсом, постдокументальну виставу «Горизонт 200» (співдраматургиня — Оксана Данчук).
У 2019 році в конкурсі на посаду головного режисера переміг киянин Дмитро Захоженко. Його роботи на цій посаді в театрі Лесі: вистава «Філоктет. Античний рейв» за п'єсами Софокла та Гайнера Мюллера, вистава «Дами чекають», вистава «Сни літньої ночі» за мотивами п'єси Вільяма Шекспіра та ідеями Карла Юнга (драматургиня — Оксана Данчук), вистава «Top girls» за п'єсою Керил Черчилл.
У 2021 році стартував проєкт Школа театру Лесі, орієнтований на людей, що хочуть розвинути свою артистичність та soft-skills, а також відбувся набір акторського курсу на факультеті культури та мистецтв Львівського національного університету імені Івана Франка під керівництвом Дмитра Захоженка.
У 2021 році на Всеукраїнському фестивалі-премії «Гра» театр Лесі Українки отримав три відзнаки. Зокрема за найкращу виставу камерної сцени «Філоклет. Античний рейв» та найкращу чоловічу та жіночі ролі.
З моменту повномасштабного вторгнення РФ в Україну, команда театру Лесі перетворилася на волонтерську групу. В приміщенні театру організували притулок для тимчасово переміщених осіб. 278 людей спали, харчувалися і відновлювалися під опікою команди театру за весь час роботи притулку. Утримання притулку, а також сортування та розвезення гуманітарної допомоги, годування людей на вокзалі, перевезення жінок та дітей за кордон, забезпечення окремих потреб для військових — стали пріоритетними напрямками роботи кінець зими — початок весни 2022 року. З другої половини квітня відновилася профільна репертуарна робота. Вистави, що не втратили своєї актуальності повернулися на сцену. В червні виходить прем'єра «Imperium delendum est», з якою театр гастролює за кордоном та відвідує один із найбільших театральних фестивалів світу в Авіньйоні. Театр проводить конкурс на постановку для тимчасово переміщених митців. Переможцем став Артем Вусик і здійснив постановку вистави-концерту «Як я познайомився з війною і майже вбив путіна».

## Актори та акторки, які працювали в театрі в різний час
- Аркадьєв Аркадій Іванович
- Байбакова Кіра Сергіївна
- Баліцький Василь
- Береза Микола Мечиславович
- Биш Олексій Володимирович
- Благий Дмитро
- Богатирьова Алла Олександрівна
- Бонящук Назар Андрійович
- Гордієнко Віталій Олегович
- Городечна Марія Петрівна
- Грицюк Богдан Русланович
- Гуркач Рита Ярославівна
- Дехтярьова Зінаїда Миколаївна
- Дзядек Остап Васильович
- Дибовська Зоряна Василівна
- Довгалюк Іван Анатолійович
- Довгалюк Наталія Андріївна
- Довгань-Левицький Павло
- Єпатко Анна Вікторівна
- Кіцинюк Тарас
- Когут Василь
- Колачник Ростислав Петрович
- Колісник Василь
- Котляревська Олеся
- Кравчук Анатолій Андрійович
- Кравчук Андрій Олексійович
- Кривдик Роман Володимирович
- Кудлач Катерина Василівна
- Купріянова Валентина Миколаївна
- Лешишак Софія Ігорівна
- Литвиненко Сергій Анатолійович
- Лиховид Інна Миколаївна
- Лісовська Анастасія Леонідівна
- Лозинська Галина Володимирівна
- Мазур Наталія
- Макогон Іван Герасимович
- Малахова Таїсія
- Мельник Світлана
- Меркулова Ісабель Робінівна
- Мисюк Іванна Василівна
- Наумець Дмитро Андрійович
- Непомняща Анастасія
- Новак Валерія
- Павлик Марія-Галина Євгеніївна
- Павлик Назар Степанович
- Пантєлєєв Володимир Леонідович
- Перець Анастасія
- Петрук Андрій Володимирович
- Понзель Михайло Михайлович
- Потяго Вікторія Сергіївна
- Риба Галина
- Сазонов Володимир
- Сатаров Юрій Андрійович
- Селецький Андрій
- Сидорко Василь Васильович
- Сідлецький Володимир
- Скоровська Наталія Анатоліївна
- Стефанов Олег Дмитрович
- Тадер Вадим
- Тугай Жанна Георгіївна
- Федорченко Олесь Євгенович
- Федорчук Ярослав Миколайович
- Фролова Тетяна Володимирівна
- Цимбаліст Оксана Олександрівна
- Чинкін Борис Михайлович
- Шелельо Тетяна
- Шпак-Рильнікова Наталія
- Щербаков Віктор Геннадійович

## Репертуар

### Прем'єри сезону 2024—2025: «Ніжності та тривкості»
- «Жага. Драматургиня — Оксана Данчук, режисер — Владислав Білоненко, сценограф — Олексій Хорошко, композитор — Григорій Семенчук.
- «Мій друг, чорний ельф. Автор п'єси — Андрій Бондаренко, режисер - Денис Федєшов, сценографка — Оксана Шпакович.
- «Плейлист подорожнього. Драматургиня та режисерка — Анастасія Косодій, сценографка - Тереза Барабаш, автори пісень — Юрій Гуржи та Григорій Семенчук.

### Прем'єри сезону 2023—2024: «Тут і тепер»
- «Сто перших слів. Драматургиня — Ніна Захоженко, режисер — Дмитро Захоженко, сценографія — Олексій Хорошко, композитор — Григорій Семенчук.
- «Клуб «Зневіра». Режисер — Владислав Білоненко, сценографія — Олексій Хорошко.
- «Птахи. Драматургиня — Ніна Захоженко, режисер — Дмитро Захоженко, сценографія — Олексій Хорошко, композитори — Володимир Помірко та Оксана Цимбаліст.
- «Дочки. Авторка п'єси — Оксана Гриценко, режисерка та сценографка Ольга Турутя.

### Прем'єри сезону 2022—2023: «Бути у формі»
- «Аґора. Драматургія — Пьотр Армяновський та Анастасія Косодій, режисер — Пьотр Армяновський, сценографія - Катерина Маркуш та Марія Хомякова.
- «Лісістрата. Драматургиня — Люба Ільницька, режисерка — Світлана Ілюк, сценограф - Олексій Хорошко.
- «Леся. Їсторія. Драматургиня — Оксана Данчук, режисерка — Ленка Удовічкі, композитор - Найджел Осборн.
- «Один день. Авторка п'єси — Лєна Кудаєва, режисер — Дмитро Захоженко, сценограф - Найджел Осборн.

### Прем'єри сезону 2021—2022: «Без страху»
- «146 зірок, видимих неозброєним оком. Драматургиня — Оксана Данчук, режисер — Дмитро Захоженко, сценограф - Мачєй Богдановіч, композитори — Володимир Помірко та Оксана Цимбаліст.
- «Війна, що змінила Рондо за мотивами однойменної книги Романи Романишин та Андрія Лесіва. Режисер — Андре Ерлен, сценографка та художниця з костюмів — Мікаела Мухіна, композитор — Йорг Рітценгоф.
- «Imperium Delendum Est». Режисер — Дмитро Захоженко, сценограф — Олексій Хорошко.
- «Як я познайомився з війною і майже вбив путіна». Автор та режисер — Артем Вусик.

### Прем'єри сезону 2020—2021: «Обережно крихке»
- «Я хочу життя!». Драматургиня — Марен Зімонеті, режисер — Андре Ерлен у співпраці з Штефаном Х. Краффтом і Мар'яною Садовською. Копродукція з театром «Нова Сцена» у м. Зенфтенберг та «Futur3» у м. Кьольн;
- «Top Girls [Архівовано 11 серпня 2021 у Wayback Machine.]» драма за п'єсою Керил Черчилл. Режисер — Дмитро Захоженко, сценограф — Олексій Хорошко;
- «Герої Хаосу [Архівовано 11 серпня 2021 у Wayback Machine.]», вистава-тріп. Режисер — Дмитро Костюминський, хореограф — Віктор Рубан, продюсерка — Вероніка Склярова, композитор — Геннадій Бойченко, драматург — Максим Максимчук;
- «Галдамаш [Архівовано 11 серпня 2021 у Wayback Machine.]» за п'єсою «Екологічна балада» Ольги Мацюпи. Режисерка — Світлана Ілюк, сценографка — Вікторія Романчук;
- «Сни літньої ночі [Архівовано 6 жовтня 2021 у Wayback Machine.]» за мотивами п'єси Вільяма Шекспіра. Режисер — Дмитро Захоженко, сценограф — Олексій Хорошко, драматургиня — Оксана Данчук.

### Прем'єри сезону 2019—2020: «Страх. Стьоб. Емансипація»
- «Філоктет. Античний рейв» [Архівовано 4 березня 2021 у Wayback Machine.] за текстами Софокла та Гайнера Мюллера. Режисер — Дмитро Захоженко;
- «From Germany with love» [Архівовано 16 січня 2021 у Wayback Machine.]. Автори — Андре Ерлен та Штефан Х. Крафт;
- «Уявні маршрути Львовом» [Архівовано 28 лютого 2021 у Wayback Machine.]. Авторка — Вікторія Миронюк;
- «Мої родичі та інші покидьки» [Архівовано 24 лютого 2021 у Wayback Machine.]. Драматургиня — Лєна Лягушонкова. Режисер — Ігор Білиць;
- «Макбет» [Архівовано 19 лютого 2022 у Wayback Machine.]. Драматурги: Андрій Бондаренко і Лєна Лягушонкова. Режисерка — Роза Саркісян;
- «Дами чекають» [Архівовано 4 березня 2021 у Wayback Machine.]. Драматургиня — Сивілла Берґ. Режисер — Дмитро Захоженко.

### Прем'єри сезону 2018—2019: #dramaticreconstraction
- «Люди» [Архівовано 24 січня 2021 у Wayback Machine.]. Драматургиня — Моніка Каньова. Режисер — Василь Колісник;
- «Timetravellers» [Архівовано 24 січня 2021 у Wayback Machine.]. Драматургиня — Анастасія Косодій. Режисер — Джек Кловер.
- «Горизонт 200» [Архівовано 4 березня 2021 у Wayback Machine.]. Драматургині — Олена Апчел, Оксана Данчук. Режисерка — Олена Апчел.

### Прем'єри сезону 2017—2018: «Координати незмінні— сенси нові»
- «Боженька» [Архівовано 24 січня 2021 у Wayback Machine.]. Драматург — Валерій Печейкін. Режисер — Ігор Білиць;
- «Калігула» [Архівовано 24 січня 2021 у Wayback Machine.]. Драматург — Альбер Камю. Режисер — Олексій Кравчук;
- «Різдвяна історія» [Архівовано 24 січня 2021 у Wayback Machine.] за Чарльз Діккенс. Режисерка — Олена Апчел.

### Прем'єри сезону 2016—2017
- «Любов» [Архівовано 4 березня 2021 у Wayback Machine.] за п'єсою «Блакитна троянда» Лесі Українки. Режисер — Артем Вусик;
- «Том на фермі». Драматург — Мішель Марк Бушар. Режисер — Павло Ар'є;
- «Зачарована принцеса». Драматург — Ладислав Дворський. Режисерка — Олена Сєрова-Бондар;
- «Золоте курча». Драматург — Володимир Орлов. Режисер — Роман Скоровський;
- «Людина в підвішеному стані» [Архівовано 24 січня 2021 у Wayback Machine.]. Драматург — Павло Ар'є. Режисер — Ігор Білиць.

### Прем'єри сезону 2015—2016
- «Білосніжка» за казками братів Грімм. Режисерка — Анна Єпатко;
- «Великий льох» за творами Тараса Шевченка. Режисер — Євген Худзик;
- «Слава героям» [Архівовано 24 січня 2021 у Wayback Machine.]. Драматург — Павло Ар'є. Режисер — Олексій Кравчук.

### Прем'єри сезону 2014—2015
- «Баба Пріся» [Архівовано 28 лютого 2021 у Wayback Machine.]. Драматург — Павло Ар'є. Режисер — Олексій Кравчук;
- «Блюз розбитих сердець». Драматург — Теннессі Вільямс. Режисерка — Анастасія Непомняща;
- «Вівісекція». Драматург — Олексій Коломійцев. Режисер — Олексій Коломійцев;
- «Антиформалістичний райок». Режисер — Олексій Коломійцев;
- «Ірод» за п'єсою Олександра Вратарьова. Музика — Ігор Поклад. Режисер — Олексій Коломійцев;
- «Перетворення» за новелою Франца Кафки. Режисер — Артем Вусик.

### Прем'єри сезону 2013—2014
- «Євангеліє від Юди» за мотивами драматичної поеми «На полі крові» Лесі Українки. Режисер Ю. Мельничук;
- «Стіна» за творами Тараса Шевченка та Юрія Щербака. Режисерка — Людмила Колосович;
- «Вінні Пух та всі-всі-всі». Драматург — Ігор Юзюк за казками Алана Мілна. Режисерка — Людмила Колосович;
- «Загублений хвіст або Як Вінні Пух допоміг Іа-іа». Драматург Ігор Юзюк за казками Алана Мілна. Режисерка — Людмила Колосович;
- «DIVKA» за творами Івана Котляревського та Івана Озаркевича. Режисер — Олексій Коломійцев.

### Прем'єри сезону 2012—2013
- «Search: www.МатиНАЙмичкА.com.ua» за творами Тараса Шевченка. Режисер — Григорій Шумейко;
- «Собака за сіні». Драматург — Лопе де Вега. Режисерка — Людмила Колосович;
- «Анатомія театру» за Карелом Чапеком. Режисерка — Людмила Колосович.

### Прем'єри сезону 2011—2012
- «Моя дорога Памела». Драматург — Джон Патрік. Режисерка — Людмила Колосович;
- «І все-таки я тебе зраджу». Драматургиня — Неда Неждана. Режисерка — Людмила Колосович;
- «4 кут для любовного трикутника». Драматург — Яан Тятте. Режисерка — Людмила Колосович;
- «Великі подвиги маленького Ріккі-Тіккі-Таві» за Редьярдом Кіплінгом. Режисерка — Людмила Колосович.

### Прем'єри сезону 2010—2011
- «Лісова пісня». Драматургиня — Леся Українка. Режисерка — Людмила Колосович;
- «Приборкання норовливої». Драматург — Вільям Шекспір. Режисер — Сергій Кузик;
- «Вертеп». Драматург — Ігор Павлюк. Режисерка — Людмила Колосович.

### Прем'єри сезону 2009—2010
- «Кольори». Драматург — Павло Ар'є. Режисер — Олексій Кравчук;
- «Дорога до Вифлиєму». Драматург — Сергій Ковальов. Режисерка — Людмила Колосович;
- «Сорочинський ярмарок» за Миколою Гоголем. Режисерка — Людмила Колосович;
- «Black comedy». Драматург — Пітер Шеффер. Режисер — Сергій Кузик.

### Прем'єри сезону 2008—2009
- «Пригоди невгамовного Зайчика та Червоної Шапочки». За мотивами казки братів Грімм. Режисерка — Людмила Колосович;
- «Скандал без антракту». Драматург — Олександр Мардань. Режисерка — Людмила Колосович.

### Прем'єри сезону 2007—2008
- «Білий ангел з чорними крилами». Драматургиня — Діана Балико. Режисерка — Людмила Колосович.